# Пітерсберг (Вірджинія)
Пітерсберг (англ. Petersburg) — незалежне місто в США,  в штаті Вірджинія. Входить в міський ареал Ричмонд — Пітерсбург, проте є самоврядним містом, не входять до жодного округу. Населення — 33 458 осіб (2020).

## Історія

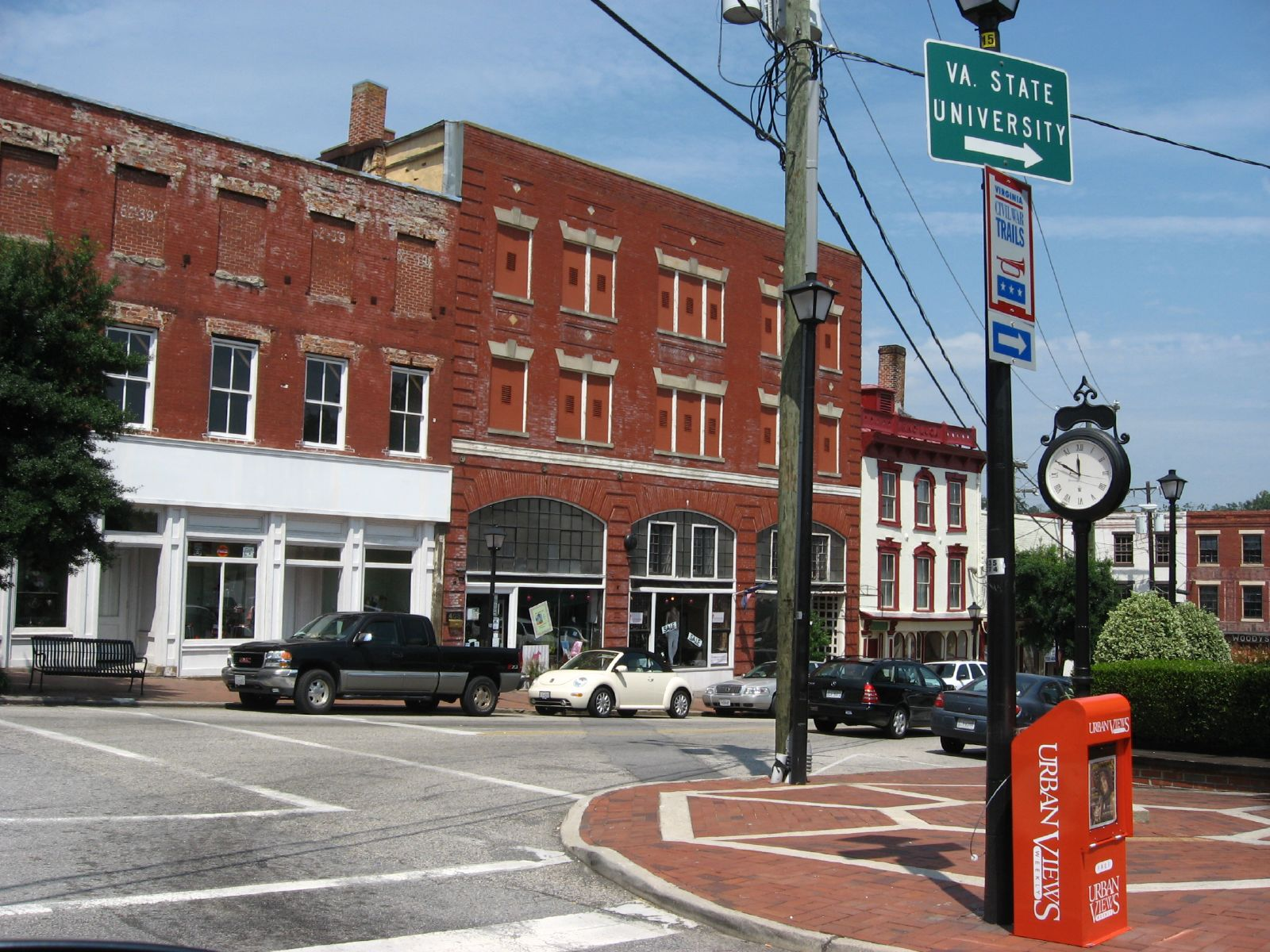

Пітерсбург було засноване в 1645 році як Форт Генрі. Завдяки вдалому розташуванню на річці тут був утворений великий порт. В 1781 році під Пітерсбургом відбулася велика битва між англійськими та американськими військами; була відвернена спроба англійців зайняти Вірджинію. В 1784 році Пітерсбург отримав статус міста. В XIX сторіччі в Пітерсберзі, окрім порту, розвивалися тютюнова та текстильна промисловість, а також банківська справа. В 1860 в місті налічувалося 18 266 жителів, з яких половина були негри (з них 2/3 — раби). У роки Громадянської війни поблизу Пітерсбурга сталися дві великих битви, саме ж місто витримало 292-денну облогу федеральних військ, яка тривала аж до закінчення війни.
У 1833 році Пітерсбург було з'єднано дорогою Petersburg Railroad з містом Гарісбург (Північна Кароліна).

## Географія
Пітерсберг розташований біля атлантичного узбережжя США, поруч з найбільшим водоспадом на річці Аппоматтокс за координатами 37°12′17″ пн. ш. 77°23′33″ зх. д. / 37.20472° пн. ш. 77.39250° зх. д. ( 37.204730, -77.392368).  За даними Бюро перепису населення США в 2010 році місто мало площу 60,03 км², з яких 59,39 км² — суходіл та 0,64 км² — водойми.

## Демографія
Згідно з переписом 2010 року, у місті мешкало 32 420 осіб у 13 634 домогосподарствах у складі 7697 родин. Густота населення становила 540 осіб/км².  Було 16326 помешкань (272/км²). 
Расовий склад населення:
| - 79,1 % — чорних або афроамериканців - 16,1 % — білих - 0,8 % — азіатів - 0,3 % — корінних американців - 0,1 % — вихідців з тихоокеанських островів - 1,8 % — осіб інших рас |

До двох чи більше рас належало 1,8 %. Іспаномовні складали 3,8 % від усіх жителів.
За віковим діапазоном населення розподілялося таким чином: 20,7 % — особи молодші 18 років, 64,3 % — особи у віці 18—64 років, 15,0 % — особи у віці 65 років та старші. Медіана віку мешканця становила 39,8 року. На 100 осіб жіночої статі у місті припадало 87,7 чоловіків;  на 100 жінок у віці від 18 років та старших — 83,1 чоловіків також старших 18 років.
Середній дохід на одне домашнє господарство  становив 43 776 доларів США (медіана — 31 798), а середній дохід на одну сім'ю — 50 613 долари (медіана — 38 388). Медіана доходів становила 35 582 долари для чоловіків та 28 745 доларів для жінок. За межею бідності перебувало 28,0 % осіб, у тому числі 46,4 % дітей у віці до 18 років та 15,8 % осіб у віці 65 років та старших.
Цивільне працевлаштоване населення становило 12 898 осіб. Основні галузі зайнятості: освіта, охорона здоров'я та соціальна допомога — 27,3 %, роздрібна торгівля — 14,1 %, мистецтво, розваги та відпочинок — 11,1 %, виробництво — 10,6 %.

## Відомі люди
- Джозеф Коттен ( 1905 — 1994) — американський актор.